# Kertesziomyia nigra
Kertesziomyia nigra är en tvåvingeart som först beskrevs av Christian Rudolph Wilhelm Wiedemann 1824.  Kertesziomyia nigra ingår i släktet Kertesziomyia och familjen blomflugor. Inga underarter finns listade i Catalogue of Life.